# Erkki Meronen
Erkki Meronen (født 4. september 1952 i Finland) er en tidligere finsk professionel bokser i let-weltervægt, der boksede de fleste af sine kampe i Danmark med Mogens Palle som manager. 
Erkki Meronen debuterede som professionel den 21. oktober 1971 ved et stævne i KB Hallen, hvor han besejrede den rutinerede franskmand Georges Perrot på knockout i 3. omgang. Meronen boksede de fleste af sine kampe i Danmark, og opnåede i løbet af få år en rekordliste med 25 sejre i lige så mange kampe, og var ved at komme ind i billedet som officiel udfordrer til EM-titlen. 
Den 6. december 1973 blev han matchet mod den rutinerede irer Pat McCormack, der tidligere havde besejret Jørgen Hansen og Børge Krogh, sidstnævnte to gange. Pat McCormack viste endnu engang, at han ikke tog til Danmark for blot at hæve hyren, da han stoppede Meronen i 4. omgang af opgøret. McCormack vandt kort efter det britiske mesterskab i letweltervægt, hvorimod Meronen søgte at stive karrieren af med en sejr over koreaneren Mi Wham Kim, der med 10 foregående nederlag ud af 10 mulige ikke overraskende blev stoppet. 
Meronen satte herefter karrieren på standby, indtil han den 14. april 1976 gjorde comeback i Helsinki mod Tiger Quaye med en sejr på TKO i 3. omgang. Efter yderligere en kamp i Finland vendte Meronen ”hjem” til Danmark igen, og vandt en række kampe, herunder over amerikaneren Dick Eklund, der kort efter gik 10 omgange mod Sugar Ray Leonard og Dave ”Boy” Green. På trods af den lange rekordliste med mange sejre, stod Meronen i skyggen af sine kolleger Jørgen Hansen og Hans Henrik Palm, hvis modstandere da også generelt var af lidt højere kvalitet. 
Den 3. november 1977 blev Meronen matchet mod den talentfulde englænder Clinton McKenzie, der i Randers Hallen stoppede Meronen i 4. omgang. Nederlaget var kun Meronens andet i 38 kampe. I sin næste kamp den 9. februar 1978 blev Meronen matchet mod englænderen Johnny Pincham, og inkasserede sit tredje nederlag, da Pincham stoppede ham i 5. omgang. 
Meronen opgav herefter boksekarrieren og efterlod sig en rekordliste bestående af 39 kampe med 36 sejre (12 før tid) og 3 nederlag. 
Meronen fungerede efterfølgende som træner for en række professionelle boksere, og fungerer i dag som kampleder og sidedommer godkendt af EBU og WBA. Meronen har fungeret som kampleder ved en række EM-kampe ved boksestævner i Danmark. 

## Eksterne links
- Professionel rekordliste som bokser på boxrec.com
- Liste over kampe, hvori Meronen har fungeret som kampleder